# Unicodeblock Lateinisch, erweitert-E
Der Unicodeblock Lateinisch, erweitert-E (engl. Latin Extended-E, U+AB30 bis U+AB6F) enthält lateinische Schriftzeichen, die unter anderem in der deutschen Dialektologie verwendet werden.

## Tabelle
Alle Zeichen haben die bidirektionale Klasse „Links nach rechts“.
| Unicodenummer  | Zeichen (400 %) | Kategorie                 | Offizielle Bezeichnung                                     | Beschreibung                                                               |
| -------------- | --------------- | ------------------------- | ---------------------------------------------------------- | -------------------------------------------------------------------------- |
| U+AB30 (43824) | ꬰ               | Kleinbuchstabe            | LATIN SMALL LETTER BARRED ALPHA                            | Lateinischer Kleinbuchstabe Alpha mit Querstrich                           |
| U+AB31 (43825) | ꬱ               | Kleinbuchstabe            | LATIN SMALL LETTER A REVERSED-SCHWA                        | Lateinischer Kleinbuchstabe A mit gespiegeltem Schwa                       |
| U+AB32 (43826) | ꬲ               | Kleinbuchstabe            | LATIN SMALL LETTER BLACKLETTER E                           | Lateinischer Kleinbuchstabe Fraktur-E                                      |
| U+AB33 (43827) | ꬳ               | Kleinbuchstabe            | LATIN SMALL LETTER BARRED E                                | Lateinischer Kleinbuchstabe E mit Querstrich                               |
| U+AB34 (43828) | ꬴ               | Kleinbuchstabe            | LATIN SMALL LETTER E WITH FLOURISH                         | Lateinischer Kleinbuchstabe E mit Schnörkel                                |
| U+AB35 (43829) | ꬵ               | Kleinbuchstabe            | LATIN SMALL LETTER LENIS F                                 | Lateinischer Kleinbuchstabe Lenis-F                                        |
| U+AB36 (43830) | ꬶ               | Kleinbuchstabe            | LATIN SMALL LETTER SCRIPT G WITH CROSSED-TAIL              | Lateinischer Kleinbuchstabe Schreib-G mit gekreuztem Schwanz               |
| U+AB37 (43831) | ꬷ               | Kleinbuchstabe            | LATIN SMALL LETTER L WITH INVERTED LAZY S                  | Lateinischer Kleinbuchstabe L mit umgekehrtem Lazy-S                       |
| U+AB38 (43832) | ꬸ               | Kleinbuchstabe            | LATIN SMALL LETTER L WITH DOUBLE MIDDLE TILDE              | Lateinischer Kleinbuchstabe L mit doppelter Mittel-Tilde                   |
| U+AB39 (43833) | ꬹ               | Kleinbuchstabe            | LATIN SMALL LETTER L WITH MIDDLE RING                      | Lateinischer Kleinbuchstabe L mit Mittelring                               |
| U+AB3A (43834) | ꬺ               | Kleinbuchstabe            | LATIN SMALL LETTER M WITH CROSSED-TAIL                     | Lateinischer Kleinbuchstabe M mit gekreuztem Schwanz                       |
| U+AB3B (43835) | ꬻ               | Kleinbuchstabe            | LATIN SMALL LETTER N WITH CROSSED-TAIL                     | Lateinischer Kleinbuchstabe N mit gekreuztem Schwanz                       |
| U+AB3C (43836) | ꬼ               | Kleinbuchstabe            | LATIN SMALL LETTER ENG WITH CROSSED-TAIL                   | Lateinischer Kleinbuchstabe Eng mit gekreuztem Schwanz                     |
| U+AB3D (43837) | ꬽ               | Kleinbuchstabe            | LATIN SMALL LETTER BLACKLETTER O                           | Lateinischer Kleinbuchstabe Fraktur-O                                      |
| U+AB3E (43838) | ꬾ               | Kleinbuchstabe            | LATIN SMALL LETTER BLACKLETTER O WITH STROKE               | Lateinischer Kleinbuchstabe Fraktur-O mit Strich                           |
| U+AB3F (43839) | ꬿ               | Kleinbuchstabe            | LATIN SMALL LETTER OPEN O WITH STROKE                      | Lateinischer Kleinbuchstabe offenes O mit Strich                           |
| U+AB40 (43840) | ꭀ               | Kleinbuchstabe            | LATIN SMALL LETTER INVERTED OE                             | Lateinischer Kleinbuchstabe invertiertes OE                                |
| U+AB41 (43841) | ꭁ               | Kleinbuchstabe            | LATIN SMALL LETTER TURNED OE WITH STROKE                   | Lateinischer Kleinbuchstabe gedrehtes OE mit Strich                        |
| U+AB42 (43842) | ꭂ               | Kleinbuchstabe            | LATIN SMALL LETTER TURNED OE WITH HORIZONTAL STROKE        | Lateinischer Kleinbuchstabe gedrehtes OE mit horizontalem Strich           |
| U+AB43 (43843) | ꭃ               | Kleinbuchstabe            | LATIN SMALL LETTER TURNED O OPEN-O                         | Lateinischer Kleinbuchstabe gedrehtes O mit offenem O                      |
| U+AB44 (43844) | ꭄ               | Kleinbuchstabe            | LATIN SMALL LETTER TURNED O OPEN-O WITH STROKE             | Lateinischer Kleinbuchstabe gedrehtes O mit offenem O mit Strich           |
| U+AB45 (43845) | ꭅ               | Kleinbuchstabe            | LATIN SMALL LETTER STIRRUP R                               | Lateinischer Kleinbuchstabe Steigbügel-R                                   |
| U+AB46 (43846) | ꭆ               | Kleinbuchstabe            | LATIN LETTER SMALL CAPITAL R WITH RIGHT LEG                | Lateinisches Kapitälchen R mit rechtem Bein                                |
| U+AB47 (43847) | ꭇ               | Kleinbuchstabe            | LATIN SMALL LETTER R WITHOUT HANDLE                        | Lateinischer Kleinbuchstabe R ohne Griff                                   |
| U+AB48 (43848) | ꭈ               | Kleinbuchstabe            | LATIN SMALL LETTER DOUBLE R                                | Lateinischer Kleinbuchstabe Doppel-R                                       |
| U+AB49 (43849) | ꭉ               | Kleinbuchstabe            | LATIN SMALL LETTER R WITH CROSSED-TAIL                     | Lateinischer Kleinbuchstabe R mit gekreuztem Schwanz                       |
| U+AB4A (43850) | ꭊ               | Kleinbuchstabe            | LATIN SMALL LETTER DOUBLE R WITH CROSSED-TAIL              | Lateinischer Kleinbuchstabe Doppel-R mit gekreuztem Schwanz                |
| U+AB4B (43851) | ꭋ               | Kleinbuchstabe            | LATIN SMALL LETTER SCRIPT R                                | Lateinischer Kleinbuchstabe Schreib-R                                      |
| U+AB4C (43852) | ꭌ               | Kleinbuchstabe            | LATIN SMALL LETTER SCRIPT R WITH RING                      | Lateinischer Kleinbuchstabe Schreib-R mit Ring                             |
| U+AB4D (43853) | ꭍ               | Kleinbuchstabe            | LATIN SMALL LETTER BASELINE ESH                            | Lateinischer Kleinbuchstabe Grundlinien-Esh                                |
| U+AB4E (43854) | ꭎ               | Kleinbuchstabe            | LATIN SMALL LETTER U WITH SHORT RIGHT LEG                  | Lateinischer Kleinbuchstabe U mit kurzem rechten Bein                      |
| U+AB4F (43855) | ꭏ               | Kleinbuchstabe            | LATIN SMALL LETTER U BAR WITH SHORT RIGHT LEG              | Lateinischer Kleinbuchstabe U mit Querbalken und kurzem rechten Bein       |
| U+AB50 (43856) | ꭐ               | Kleinbuchstabe            | LATIN SMALL LETTER UI                                      | Lateinischer Kleinbuchstabe UI                                             |
| U+AB51 (43857) | ꭑ               | Kleinbuchstabe            | LATIN SMALL LETTER TURNED UI                               | Lateinischer Kleinbuchstabe gedrehtes UI                                   |
| U+AB52 (43858) | ꭒ               | Kleinbuchstabe            | LATIN SMALL LETTER U WITH LEFT HOOK                        | Lateinischer Kleinbuchstabe U mit Haken links                              |
| U+AB53 (43859) | ꭓ               | Kleinbuchstabe            | LATIN SMALL LETTER CHI                                     | Lateinischer Kleinbuchstabe Chi                                            |
| U+AB54 (43860) | ꭔ               | Kleinbuchstabe            | LATIN SMALL LETTER CHI WITH LOW RIGHT RING                 | Lateinischer Kleinbuchstabe Chi mit Ring unten rechts                      |
| U+AB55 (43861) | ꭕ               | Kleinbuchstabe            | LATIN SMALL LETTER CHI WITH LOW LEFT SERIF                 | Lateinischer Kleinbuchstabe Chi mit Serife unten links                     |
| U+AB56 (43862) | ꭖ               | Kleinbuchstabe            | LATIN SMALL LETTER X WITH LOW RIGHT RING                   | Lateinischer Kleinbuchstabe X mit Ring unten rechts                        |
| U+AB57 (43863) | ꭗ               | Kleinbuchstabe            | LATIN SMALL LETTER X WITH LONG LEFT LEG                    | Lateinischer Kleinbuchstabe X mit langem linken Bein                       |
| U+AB58 (43864) | ꭘ               | Kleinbuchstabe            | LATIN SMALL LETTER X WITH LONG LEFT LEG AND LOW RIGHT RING | Lateinischer Kleinbuchstabe X mit langem linken Bein und Ring unten rechts |
| U+AB59 (43865) | ꭙ               | Kleinbuchstabe            | LATIN SMALL LETTER X WITH LONG LEFT LEG WITH SERIF         | Lateinischer Kleinbuchstabe X mit langem linken Bein und Serife            |
| U+AB5A (43866) | ꭚ               | Kleinbuchstabe            | LATIN SMALL LETTER Y WITH SHORT RIGHT LEG                  | Lateinischer Kleinbuchstabe Y mit kurzem rechten Bein                      |
| U+AB5B (43867) | ꭛               | modifizierendes Symbol    | MODIFIER BREVE WITH INVERTED BREVE                         | Modifizierendes Breve mit umgekehrtem Breve                                |
| U+AB5C (43868) | ꭜ               | modifizierender Buchstabe | MODIFIER LETTER SMALL HENG                                 | Modifizierender Kleinbuchstabe Heng                                        |
| U+AB5D (43869) | ꭝ               | modifizierender Buchstabe | MODIFIER LETTER SMALL L WITH INVERTED LAZY S               | Modifizierender Kleinbuchstabe L mit umgekehrtem Lazy-S                    |
| U+AB5E (43870) | ꭞ               | modifizierender Buchstabe | MODIFIER LETTER SMALL L WITH MIDDLE TILDE                  | Modifizierender Kleinbuchstabe L mit Mittel-Tilde                          |
| U+AB5F (43871) | ꭟ               | modifizierender Buchstabe | MODIFIER LETTER SMALL U WITH LEFT HOOK                     | Modifizierender Kleinbuchstabe U mit linkem Haken                          |
| U+AB64 (43876) | ꭤ               | Kleinbuchstabe            | LATIN SMALL LETTER INVERTED ALPHA                          | Lateinischer Kleinbuchstabe umgekehrtes Alpha                              |
| U+AB65 (43877) | ꭥ               | Kleinbuchstabe            | GREEK LETTER SMALL CAPITAL OMEGA                           | Griechisches Kapitälchen Omega                                             |
| U+AB66 (43878) | ꭦ               | Kleinbuchstabe            | LATIN SMALL LETTER DZ DIGRAPH WITH RETROFLEX HOOK          | Lateinischer Kleinbuchstabe DZ-Ligatur mit Retroflexhaken                  |
| U+AB67 (43879) | ꭧ               | Kleinbuchstabe            | LATIN SMALL LETTER TS DIGRAPH WITH RETROFLEX HOOK          | Lateinischer Kleinbuchstabe TS-Ligatur mit Retroflexhaken                  |
| U+AB68 (43880) | ꭨ               | Kleinbuchstabe            | LATIN SMALL LETTER TURNED R WITH MIDDLE TILDE              | Lateinischer Kleinbuchstabe gedrehtes R mit mittlerer Tilde                |
| U+AB69 (43881) | ꭩ               | modifizierender Buchstabe | MODIFIER LETTER SMALL TURNED W                             | Modifizierender Kleinbuchstabe gedrehtes W                                 |